# 全国高等学校选拔羽毛球大会
全国高等学校选拔羽毛球大会（日语：全国高等学校選抜バドミントン大会），是由日本全國高等學校體育聯盟和日本羽毛球协会举办的日本全国性高中生羽毛球比赛之一。

## 介绍
第一届全国高等学校选拔羽毛球大会，在1973年正式举行（比赛年度为1972年度）。
全国高等学校选拔羽毛球大会一般于每年3月举办，与全国高等学校综合体育大会羽毛球竞技大会、全日本少年羽毛球锦标赛（少年奥林匹克杯）、国民体育大会羽毛球竞技并称为高中羽毛球的四大全国大赛。
比赛设有团体和个人项目。先进行男团、女团的赛事，之后进行男子单打、女子单打、男子双打、女子双打四个小项的比赛。

## 历届团体赛四强

### 男子团体
| 屆 | 年份 | 举办地     | 冠军                     | 亚军                        | 四强                     | 四强                        |
| -- | ---- | ---------- | ------------------------ | --------------------------- | ------------------------ | --------------------------- |
| 1  | 1972 | 栃木       | 無團體戰                 | 無團體戰                    | 無團體戰                 | 無團體戰                    |
| 2  | 1973 | 東京       | 無團體戰                 | 無團體戰                    | 無團體戰                 | 無團體戰                    |
| 3  | 1974 | 東京       | 奈良                     | 熊本                        | 石川                     | 岡山                        |
| 4  | 1975 | 群馬       | 香川                     | 熊本                        | 石川                     | 三重                        |
| 5  | 1976 | 福島       | 熊本                     | 滋賀                        | 青森                     | 香川                        |
| 6  | 1977 | 奈良       | 滋賀                     | 奈良                        | 栃木                     | 熊本                        |
| 7  | 1978 | 東京       | 熊本                     | 茨城                        | 奈良                     | 香川                        |
| 8  | 1979 | 栃木       | 今市 （栃木）            | 横濱立野 （神奈川）         | 九州學院 （熊本）        | 高知商業 （高知）           |
| 9  | 1980 | 滋賀       | 比叡山 （滋賀）          | 金澤市立工業 （石川）       | 伊勢工業 （三重）        | 奈良市立一條 （奈良）       |
| 10 | 1981 | 群馬       | 比叡山 （滋賀）          | 奈良市立一條 （奈良）       | 桐生市立商業 （群馬）    | 九州學院 （熊本）           |
| 11 | 1982 | 島根       | 比叡山 （滋賀）          | 奈良市立一條 （奈良）       | 九州學院 （熊本）        | 金澤市立工業 （石川）       |
| 12 | 1983 | 栃木       | 比叡山 （滋賀）          | 小松原 （埼玉）             | 東奧義塾 （青森）        | 九州學院 （熊本）           |
| 13 | 1984 | 石川       | 小松原 （埼玉）          | 金澤市立工業 （石川）       | 比叡山 （滋賀）          | 柳井工業 （山口）           |
| 14 | 1985 | 沖繩       | 上尾 （埼玉）            | 比叡山 （滋賀）             | 金澤市立工業 （石川）    | 熊本商科大附 （熊本）       |
| 15 | 1986 | 北海道     | 比叡山 （滋賀）          | 熊本商科大附 （熊本）       | 日川 （山梨）            | 上尾 （埼玉）               |
| 16 | 1987 | 兵庫       | 上尾 （埼玉）            | 金澤市立工業 （石川）       | 札幌第一 （南北海道）    | 常總學院 （茨城）           |
| 17 | 1988 | 栃木       | 熊本商大附 （熊本）      | 札幌第一 （南北海道）       | 比叡山 （滋賀）          | 常總學院 （茨城）           |
| 18 | 1989 | 東京       | 熊本商科大附 （熊本）    | 常總學院 （茨城）           | 比叡山 （滋賀）          | 千葉敬愛 （千葉）           |
| 19 | 1990 | 富山       | 常總學院 （茨城）        | 金澤二水 （石川）           | 關東第一 （東京）        | 上尾 （埼玉）               |
| 20 | 1991 | 栃木       | 蘆北 （熊本）            | 關東第一 （東京）           | 札幌第一 （南北海道）    | 大阪桐蔭 （大阪）           |
| 21 | 1992 | 新潟       | 常總學院 （茨城）        | 高松商業 （香川）           | 關東第一 （東京）        | 越谷南 （埼玉）             |
| 22 | 1993 | 愛知       | 常總學院 （茨城）        | 比叡山 （滋賀）             | 宇都宮南 （栃木）        | 上尾 （埼玉）               |
| 23 | 1994 | 埼玉       | 常總學院 （茨城）        | 比叡山 （滋賀）             | 金澤市立工業 （石川）    | 八代東 （熊本）             |
| 24 | 1995 | 北海道     | 常總學院 （茨城）        | 札幌第一 （南北海道）       | 八代東 （熊本）          | 上尾 （埼玉）               |
| 25 | 1996 | 京都       | 上尾 （埼玉）            | 八代東 （熊本）             | 常總學院 （茨城）        | 金澤市立工業 （石川）       |
| 26 | 1997 | 東京       | 八代東 （熊本）          | 九州國際大附 （福岡）       | 金澤市立工業 （石川）    | 比叡山 （滋賀）             |
| 27 | 1998 | 岩手       | 關東第一 （東京）        | 八代東 （熊本）             | 比叡山 （滋賀）          | 札幌第一 （南北海道）       |
| 28 | 1999 | 岐阜       | 關東第一 （東京）        | 高岡工藝 （富山）           | 常總學院 （茨城）        | 八代東 （熊本）             |
| 29 | 2000 | 宮城       | 關東第一 （東京）        | 埼玉榮 （埼玉）             | 水島工業 （岡山）        | 八代東 （熊本）             |
| 30 | 2001 | 長崎       | 關東第一 （東京）        | 埼玉榮 （埼玉）             | 八代東 （熊本）          | 札幌第一 （南北海道）       |
| 31 | 2002 | 静岡       | 埼玉榮 （埼玉）          | 關東第一 （東京）           | 八代東 （熊本）          | 比叡山 （滋賀）             |
| 32 | 2003 | 山口       | 關東第一 （東京）        | 埼玉榮 （埼玉）             | 八代東 （熊本）          | 比叡山 （滋賀）             |
| 33 | 2004 | 愛媛       | 埼玉榮 （埼玉）          | 水島工業 （岡山）           | 比叡山 （滋賀）          | 青森山田 （青森）           |
| 34 | 2005 | 福井       | 埼玉榮 （埼玉）          | 八代東 （熊本）             | 柏原 （大阪）            | 勝山 （福井）               |
| 35 | 2006 | 北海道     | 埼玉榮 （埼玉）          | 八代東 （熊本）             | 關東第一 （東京）        | 比叡山 （滋賀）             |
| 36 | 2007 | 大分       | 埼玉榮 （埼玉）          | 比叡山 （滋賀）             | 東大阪大柏原 （大阪）    | 關東第一 （東京）           |
| 37 | 2008 | 新潟       | 埼玉榮 （埼玉）          | 八代東 （熊本）             | 關東第一 （東京）        | 札幌第一 （北海道）         |
| 38 | 2009 | 埼玉       | 埼玉榮 （埼玉）          | 岡崎城西 （愛知）           | 東大阪大柏原 （大阪）    | 高松第一 （香川）           |
| 39 | 2010 | 和歌山     | 因東日本大震災中止       | 因東日本大震災中止          | 因東日本大震災中止       | 因東日本大震災中止          |
| 40 | 2011 | 廣島       | 埼玉榮 （埼玉）          | 比叡山 （滋賀）             | 富岡 （福島）            | 東奧學園 （青森）           |
| 41 | 2012 | 福岡       | 埼玉榮 （埼玉）          | 富岡 （福島）               | 比叡山 （滋賀）          | 東大阪大柏原 （大阪）       |
| 42 | 2013 | 長野       | 東大阪大柏原 （大阪）    | 富岡 （福島）               | 埼玉榮 （埼玉）          | 青森山田 （青森）           |
| 43 | 2014 | 北海道     | 東大阪大柏原 （大阪）    | 富岡 （福島）               | 埼玉榮 （埼玉）          | 聖烏爾蘇拉學院英智 （宮城） |
| 44 | 2015 | 山形       | 埼玉榮 （埼玉）          | 富岡、雙葉未來學園 （福島） | 自由丘 （福岡）          | 聖烏爾蘇拉學院英智 （宮城） |
| 45 | 2016 | 丰田市     | 双叶未来学園 （福岛）    | 埼玉荣 （埼玉）             | 八代东 （熊本）          | 日章学园 （宫崎）           |
| 46 | 2017 | 松山市     | 埼玉荣 （埼玉）          | 瓊浦 （长崎）               | 旭川實業 （北海道）      | 八代東 （熊本）             |
| 47 | 2018 | 常陆那珂市 | 浪冈 （青森）            | 圣乌尔苏拉學院英智 （宫城） | 埼玉荣 （埼玉）          | 东大阪大学柏原 （大阪）     |
| 48 | 2019 | 鹿兒島     | 因2019冠狀病毒病疫情中止 | 因2019冠狀病毒病疫情中止    | 因2019冠狀病毒病疫情中止 | 因2019冠狀病毒病疫情中止    |
| 49 | 2020 | 郡山       | 埼玉榮 （埼玉）          | 雙葉未來學園 （福島）       | 高岡第一 （富山）        | 東大阪大學柏原 （大阪）     |
| 50 | 2021 | 宇都宮     | 雙葉未來學園 （福島）    | 高岡第一 （富山）           | 東大阪大學柏原 （大阪）  | 瓊浦 （長崎）               |

### 女子团体
| 屆 | 年份   | 举办地     | 冠军                     | 亚军                        | 四强                     | 四强                        |
| -- | ------ | ---------- | ------------------------ | --------------------------- | ------------------------ | --------------------------- |
| 1  | 1972   | 栃木       | 無團體戰                 | 無團體戰                    | 無團體戰                 | 無團體戰                    |
| 2  | 1973   | 東京       | 無團體戰                 | 無團體戰                    | 無團體戰                 | 無團體戰                    |
| 3  | 1974   | 東京       | 大阪                     | 香川                        | 新潟                     | 栃木                        |
| 4  | 1975   | 群馬       | 大阪                     | 高知                        | 青森                     | 静岡                        |
| 5  | 1976   | 福島       | 大阪                     | 青森                        | 富山                     | 高知                        |
| 6  | 1977   | 奈良       | 大阪                     | 熊本                        | 高知                     | 栃木                        |
| 7  | 1978   | 東京       | 大阪                     | 埼玉                        | 熊本                     | 高知                        |
| 8  | 1979   | 栃木       | 熊本中央女子 （熊本）    | 高松中央 （香川）           | 新潟青陵 （新潟）        | 千葉學園 （青森）           |
| 9  | 1980   | 滋賀       | 高岡女子 （富山）        | 四條畷學園 （大阪）         | 熊本中央女子 （熊本）    | 小山城南 （栃木）           |
| 10 | 1981   | 群馬       | 熊本中央女子 （熊本）    | 四條畷學園 （大阪）         | 滋賀女子 （滋賀）        | 高松中央 （香川）           |
| 11 | 1982   | 島根       | 熊本信愛女學院 （熊本）  | 千葉學園 （青森）           | 四條畷學園 （大阪）      | 上尾 （埼玉）               |
| 12 | 1983   | 栃木       | 熊本信愛女學院 （熊本）  | 上尾 （埼玉）               | 千葉學園 （青森）        | 四條畷學園 （大阪）         |
| 13 | 1984   | 石川       | 熊本中央女子 （熊本）    | 新潟青陵 （新潟）           | 小山城南 （栃木）        | 千葉學園 （青森）           |
| 14 | 1985   | 沖繩       | 八幡大附 （福岡）        | 上尾 （埼玉）               | 熊本信愛女學院 （熊本）  | 常總學院 （茨城）           |
| 15 | 1986   | 北海道     | 四條畷學園 （大阪）      | 熊本中央女子 （熊本）       | 小山城南 （栃木）        | 高岡女子 （富山）           |
| 16 | 1987   | 兵庫       | 熊本中央女子 （熊本）    | 四條畷學園 （大阪）         | 常總學院 （茨城）        | 千葉學園 （青森）           |
| 17 | 1988   | 栃木       | 熊本中央女子 （熊本）    | 四條畷學園 （大阪）         | 埼玉榮 （埼玉）          | 佐賀女子 （佐賀）           |
| 18 | 1989   | 東京       | 熊本信愛女學院 （熊本）  | 埼玉榮 （埼玉）             | 常總學院 （茨城）        | 佐賀女子 （佐賀）           |
| 19 | 1990   | 富山       | 常總學院 （茨城）        | 聖烏爾蘇拉學院 （宮城）     | 淑德巢鴨 （東京）        | 熊本中央女子 （熊本）       |
| 20 | 1991   | 栃木       | 常總學院 （茨城）        | 聖烏爾蘇拉學院 （宮城）     | 金澤向陽 （石川）        | 熊本信愛女學院 （熊本）     |
| 21 | 1992   | 新潟       | 四條畷學園 （大阪）      | 熊本信愛女學院 （熊本）     | 常總學院 （茨城）        | 聖烏爾蘇拉學院 （宮城）     |
| 22 | 1993   | 愛知       | 聖烏爾蘇拉學院 （宮城）  | 常總學院 （茨城）           | 九州國際大附 （福岡）    | 四天王寺 （大阪）           |
| 23 | 1994   | 埼玉       | 金澤向陽 （石川）        | 高岡女子 （富山）           | 精華女子 （福岡）        | 埼玉榮 （埼玉）             |
| 24 | 1995   | 北海道     | 熊本信愛女學院 （熊本）  | 札幌靜修 （南北海道）       | 旭川實業 （北北海道）    | 精華女子 （福岡）           |
| 25 | 1996   | 京都       | 埼玉榮 （埼玉）          | 熊本中央女子 （熊本）       | 九州國際大附 （福岡）    | 日本橋女學館 （東京）       |
| 26 | 1997   | 東京       | 精華女子 （福岡）        | 日本橋女學館 （東京）       | 金澤向陽 （石川）        | 高岡西 （富山）             |
| 27 | 1998   | 岩手       | 熊本信愛女學院 （熊本）  | 九州國際大附 （福岡）       | 金澤向陽 （石川）        | 埼玉榮 （埼玉）             |
| 28 | 1999   | 岐阜       | 埼玉榮 （埼玉）          | 滋賀女子 （滋賀）           | 長崎女子 （長崎）        | 縣立岐阜商業 （岐阜）       |
| 29 | 2000   | 宮城       | 縣立岐阜商業 （岐阜）    | 青森山田 （青森）           | 滋賀女子 （滋賀）        | 四天王寺 （大阪）           |
| 30 | 2001   | 長崎       | 青森山田 （青森）        | 埼玉榮 （埼玉）             | 九州國際大附 （福岡）    | 縣立岐阜商業 （岐阜）       |
| 31 | 2002   | 靜岡       | 星陵 （静岡）            | 熊本中央 （熊本）           | 聖烏爾蘇拉學院 （宮城）  | 青森山田 （青森）           |
| 32 | 2003   | 山口       | 此花學院 （大阪）        | 青森山田 （青森）           | 金澤向陽 （石川）        | 札幌靜修 （南北海道）       |
| 33 | 2004   | 愛媛       | 青森山田 （青森）        | 金澤向陽 （石川）           | 埼玉榮 （埼玉）          | 聖烏爾蘇拉學院 （宮城）     |
| 34 | 2005   | 福井       | 金澤向陽 （石川）        | 青森山田 （青森）           | 埼玉榮 （埼玉）          | 聖烏爾蘇拉學院 （宮城）     |
| 35 | 2006   | 北海道     | 青森山田 （青森）        | 越谷南 （埼玉）             | 聖烏爾蘇拉英智 （宮城）  | 九州國際大附 （福岡）       |
| 36 | 2007   | 大分       | 聖烏爾蘇拉英智 （宮城）  | 青森山田 （青森）           | 埼玉榮 （埼玉）          | 永久之森三愛 （南北海道）   |
| 37 | 2008   | 新潟       | 聖烏爾蘇拉英智 （宮城）  | 青森山田 （青森）           | 新潟青陵 （新潟）        | 埼玉榮 （埼玉）             |
| 38 | 2009   | 埼玉       | 聖烏爾蘇拉英智 （宮城）  | 樟蔭東 （大阪）             | 埼玉榮 （埼玉）          | 青森山田 （青森）           |
| 39 | 2010   | 和歌山     | 因東日本大震災中止       | 因東日本大震災中止          | 因東日本大震災中止       | 因東日本大震災中止          |
| 40 | 2011   | 廣島       | 九州國際大附 （福岡）    | 青森山田 （青森）           | 縣岐阜商 （岐阜）        | 埼玉榮 （埼玉）             |
| 41 | 2012   | 福岡       | 富岡 （福島）            | 青森山田 （青森）           | 九州國際大附 （福岡）    | 日本橋女學館 （東京）       |
| 42 | 2013   | 長野       | 富岡 （福島）            | 青森山田 （青森）           | 埼玉榮 （埼玉）          | 京都外大西 （京都）         |
| 43 | 2014   | 北海道     | 青森山田 （青森）        | 富岡 （福島）               | 埼玉榮 （埼玉）          | 聖烏爾蘇拉學院英智 （宮城） |
| 44 | 2015   | 山形       | 青森山田 （青森）        | 富岡、雙葉未來學園 （福島） | 九州國際大附屬 （福岡）  | 金澤向陽 （石川）           |
| 45 | 2016   | 愛知       | 雙葉未來學園 （福島）    | 埼玉榮 （埼玉）             | 作新學院 （栃木）        | 九州國際大附 （福岡）       |
| 46 | 2017年 | 松山市     | 埼玉荣 （埼玉）          | 青森山田 （青森）           | 双叶未来学園 （福岛）    | 西武台千葉 （千叶）         |
| 47 | 2018年 | 常陆那珂市 | 埼玉荣 （埼玉）          | 双叶未来学園 （福岛）       | 青森山田 （青森）        | 圣乌尔苏拉英智 （宫城）     |
| 48 | 2019   | 鹿兒島     | 因2019冠狀病毒病疫情中止 | 因2019冠狀病毒病疫情中止    | 因2019冠狀病毒病疫情中止 | 因2019冠狀病毒病疫情中止    |
| 49 | 2020   | 郡山       | 柳井商工 （山口）        | 雙葉未來學園 （福島）       | 青森山田 （青森）        | 倉敷中央 （岡山）           |
| 50 | 2021   | 宇都宮     | 柳井商工 （山口）        | 雙葉未來學園 （福島）       | 四天王寺 （大阪）        | 倉敷中央 （岡山）           |

## 历届单项冠军
| 年份   | 举办地     | 男子单打   | 女子单打   | 男子双打              | 女子双打          |
| ------ | ---------- | ---------- | ---------- | --------------------- | ----------------- |
| 2016年 | 丰田市     | 大林拓真   | 鈴木ゆうき | 金子真大 久保田友之祐 | 森沙耶 石村亚美   |
| 2017年 | 松山市     | 奈良岡功大 | 水井敏捷   | 中山裕贵 绿川大辉     | 水井敏捷 内山智寻 |
| 2018年 | 常陆那珂市 | 奈良岡功大 | 郡司莉子   | 奈良岡功大 武藤映树   | 大竹望月 高桥美优 |